# Lutonina
Lutonina är en ort i Tjeckien.   Den ligger i regionen Zlín, i den östra delen av landet, 270 km öster om huvudstaden Prag. Lutonina ligger 328 meter över havet och antalet invånare är 388.
Terrängen runt Lutonina är kuperad österut, men västerut är den platt. Lutonina ligger nere i en dal. Runt Lutonina är det ganska tätbefolkat, med 70 invånare per kvadratkilometer. Närmaste större samhälle är Zlín, 15,4 km väster om Lutonina. Omgivningarna runt Lutonina är en mosaik av jordbruksmark och naturlig växtlighet.